# Kapogea sexnotata
Kapogea sexnotata är en spindelart som först beskrevs av Simon 1895.  Kapogea sexnotata ingår i släktet Kapogea och familjen hjulspindlar. Inga underarter finns listade i Catalogue of Life.